# Winterswijk
Winterswijk  è una municipalità dei Paesi Bassi di 29 026 abitanti facente parte della provincia della Gheldria e situata nella regione dell'Achterhoek.

## Storia
Winterswijk viene menzionato per la prima volta intorno all'anno 1000. Durante il medioevo faceva parte del Principato vescovile di Münster. In seguito al conflitto tra Rinaldo II di Gheldria e Ludovico II vescovo di Münster che si concluse con la Pace di Wesel nell'anno 1326, Winterswijk insieme al castello di Bredevoort passò sotto il controllo dei conti di Gheldria.

## Galleria d'immagini

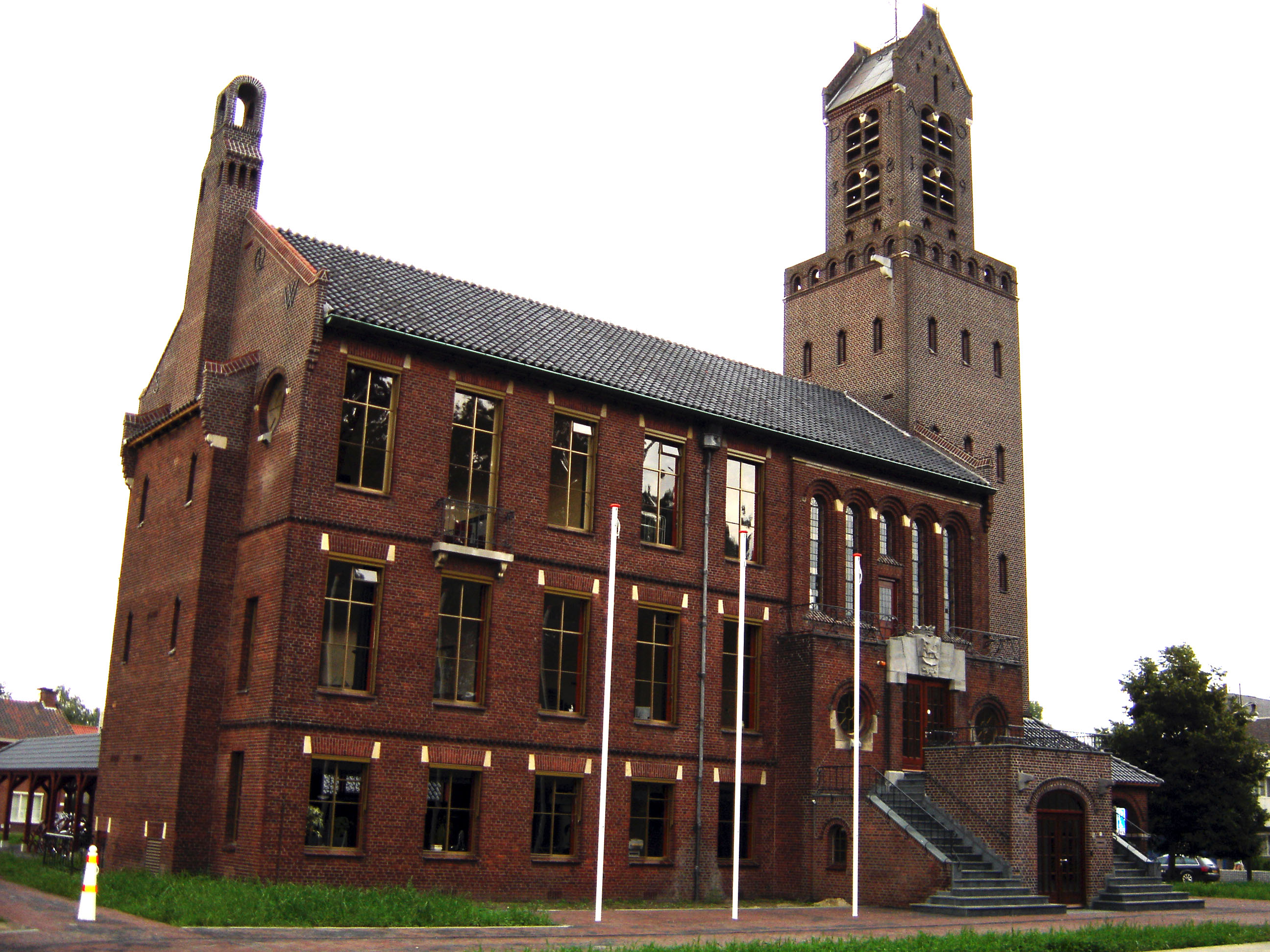
Palazzo comunale di Winterswijk
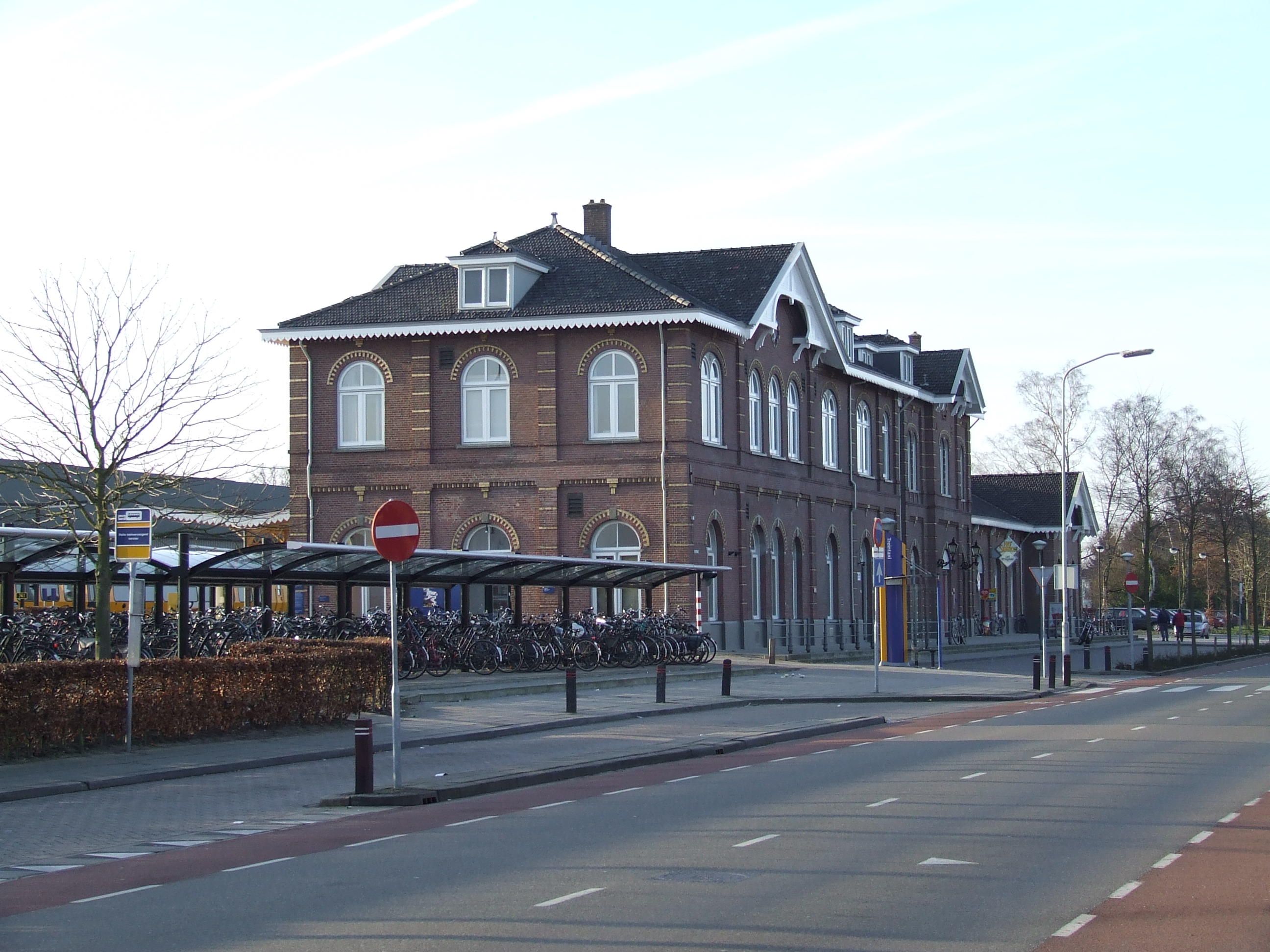
Stazione di Winterswijk